# Боулінг (село)
Боулінг або Боулін (англ. Bowling, шотл. Bowlin, шотл. гел. Bolan) — село в Шотландії, в області Західний Данбартоншир. Населення села становить 5529 осіб (2011). 
Село розташоване біля західного кінця валу Антоніна — оборонної споруди часів Римської Імперії.
На території села розташоване гирло каналу Форт — Клайд, побудованого 1790 року, який проходить через всю Шотландії із заходу на схід. 
Від назви села походить назва мінералу боулінгіту.

## Галерея

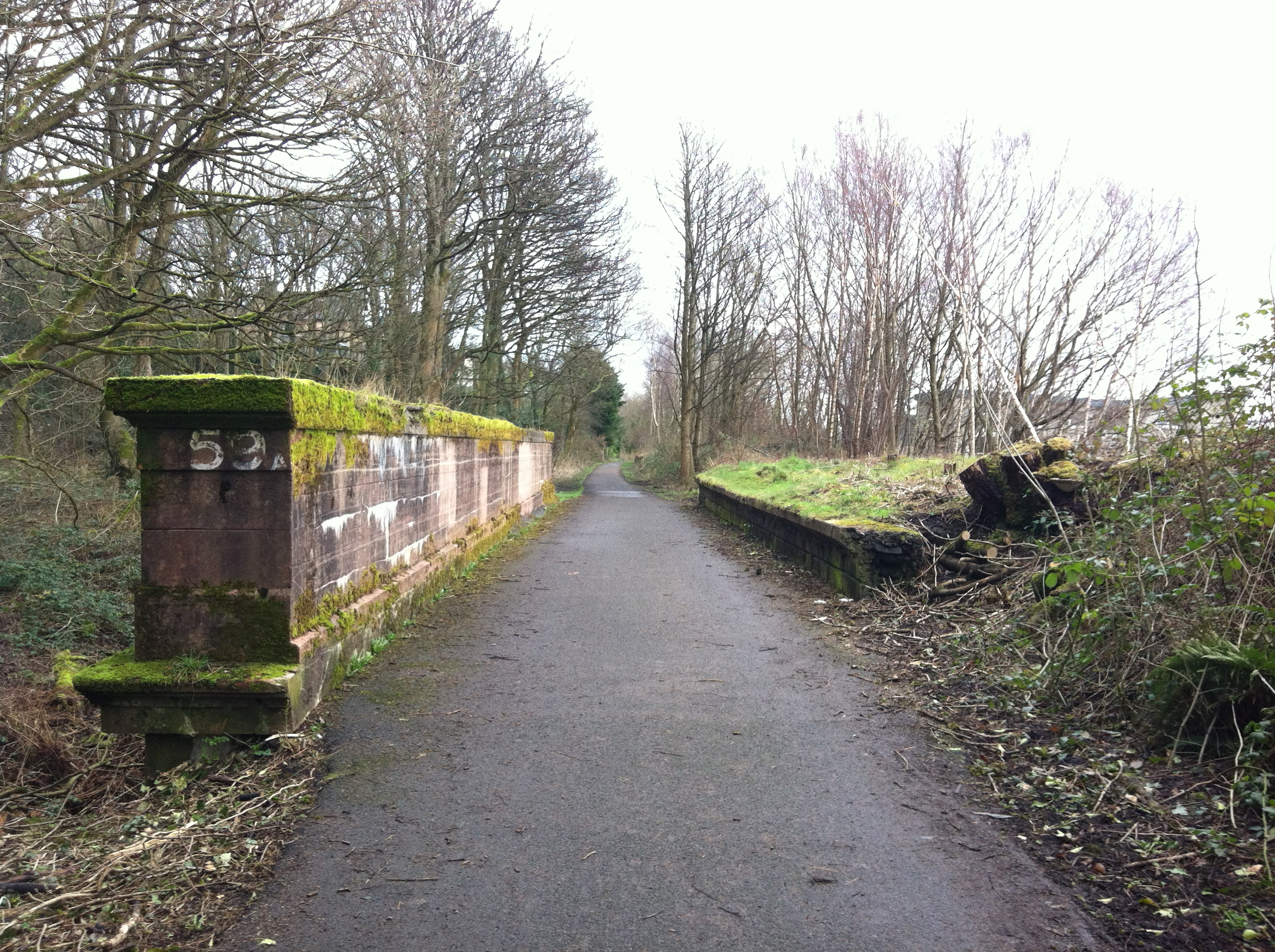
Залишки платформи колишньої залізничної станції
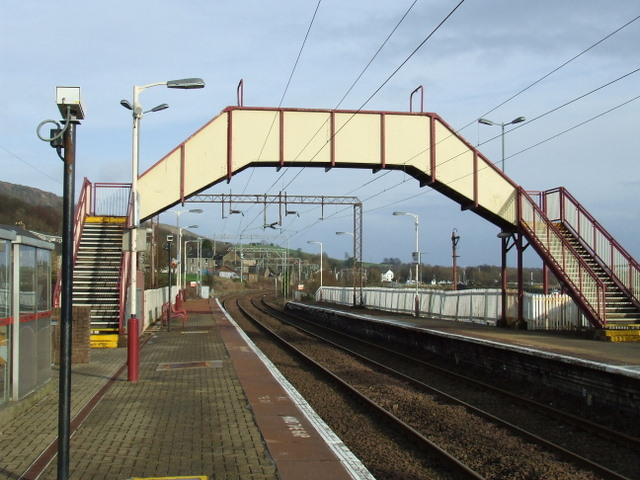
Сучасна залізнична станція Боулінг
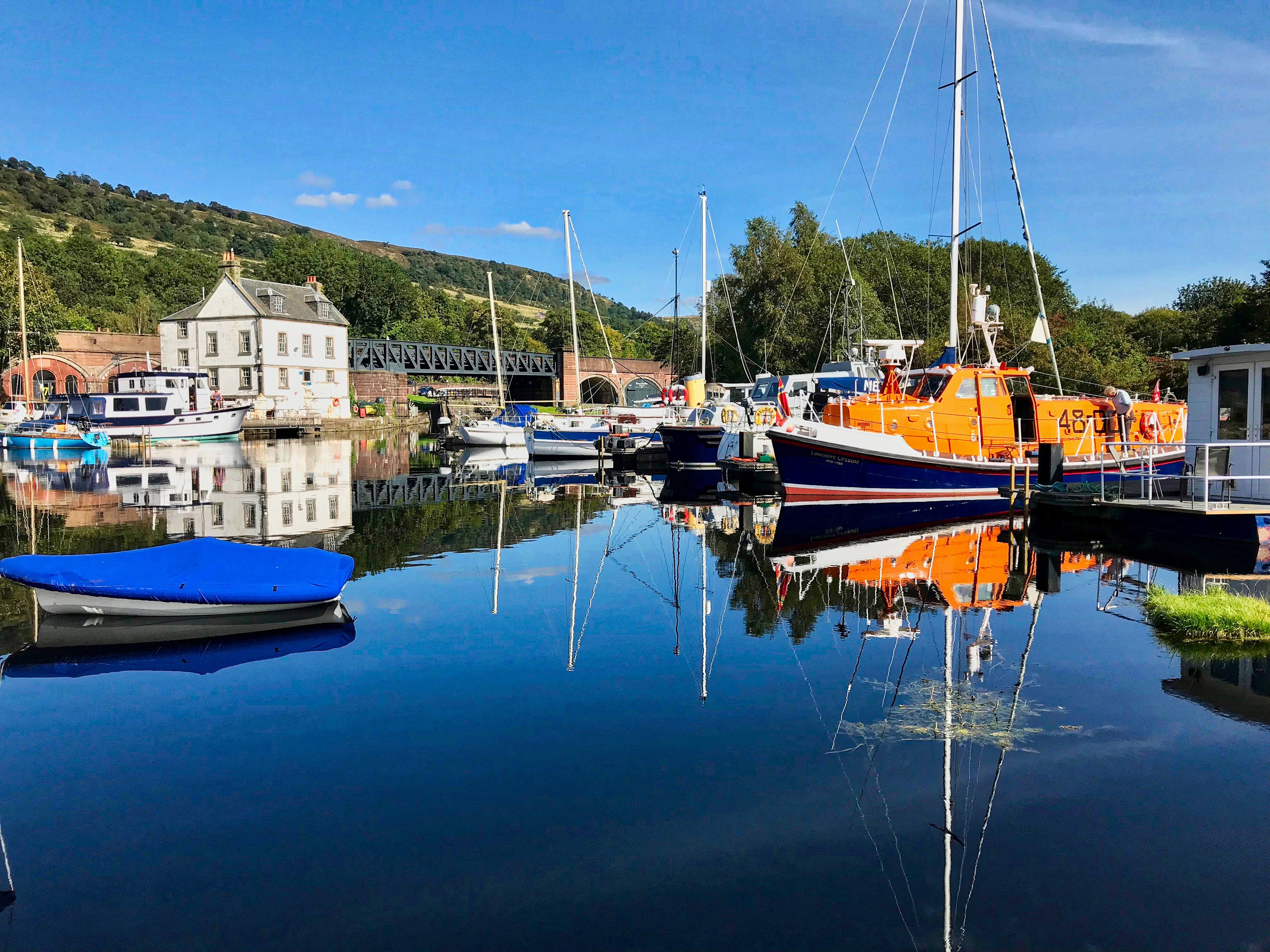
Гавань на каналі Форт — Клайд